# 970er
Portal Geschichte | Portal Biografien | Aktuelle Ereignisse | Jahreskalender | Tagesartikel

◄ |
9. Jh. |
10. Jahrhundert
| 11. Jh. | ►

◄ |
940er |
950er |
960er |
970er
| 980er | 990er | 1000er | ►

970 |
971 |
972 |
973 |
974 |
975 |
976 |
977 |
978 |
979

## Ereignisse
- 973: Nach dem Tod seines Vaters wird Otto II. deutscher König.
- 973: Reisebericht des Ibrahim ibn Yaqub – von Magdeburg nach Prag.
- 978: Lothar, König des westfränkischen Reiches, überfällt Aachen. Kaiser Otto II. und seine Gemahlin Theophanu entgehen der Gefangennahme nur knapp.